# Yandex
Yandex N.V. je ruská nadnárodní korporace specializující se na internetové služby. Spravuje nejrozšířenější webový vyhledávač v Rusku s tržním podílem přibližně 65 %. Yandex byl v dubnu roku 2012 ohodnocen jako čtvrtý nejpoužívanější webový vyhledávač na světě. Podle amerického serveru comScore bylo na něm provedeno více než 150 milionů vyhledávání za den. Podle dat z února 2013 mají všechny internetové služby společnosti přes 50,5 milionů návštěvníku denně.
Ruská tajná služba FSB získá od září 2023 přístup k údajům zákazníků taxislužby provozované Yandexem.

## Produkty a služby
Yandex nabízí podobné služby jako třeba Google, kromě vyhledávače např. email, překladač, cloudové úložiště, internetový kalendář, textový či tabulkový procesor, mapy a mnohé jiné.
| produkt či služba | Yandex           | Google           | Seznam.cz       |
| ----------------- | ---------------- | ---------------- | --------------- |
| vyhledávač        | Yandex Search    | Google Search    | Seznam.cz       |
| e-mail            | Yandex Mail      | Gmail            | Seznam email    |
| překladač         | Yandex Translate | Google Translate | Seznam slovník  |
| cloudové úložiště | Yandex Disk      | Google Drive     | -               |
| webový kalendář   | Yandex Calendar  | Google Calendar  | Seznam kalendář |
| kancelářský balík | Yandex Docs      | Google Docs      | -               |
| mapy              | Yandex Maps      | Google Maps      | Mapy.cz         |